# Ponder (Texas)
Ponder kisváros az USA Texas államában, Denton megyében. Lakosainak száma 2442 fő (2020. április 1.).

## Népesség
A település népességének változása:

| 2010 | 1 395 |
| 2020 | 2 442 |